# 多巴胺轉運體
多巴胺轉運體（英語：Dopamine transporter，DAT；溶質載體家族6成員3（英語：solute carrier family 6 member 3，SLC6A3））是負責將神經遞質從突觸间隙運輸回細胞質基質的跨膜蛋白。由多巴胺轉運體進行的再攝取是將多巴胺從突觸间隙清除的主要機制，除了前額葉，在前額葉多巴胺由去甲腎上腺素轉運體回收。
DAT與一些多巴胺相關的疾病有關, 包含注意力不足過動症、躁鬱症、重性抑郁障碍、酗酒。編碼 DAT 蛋白的基因位於人類第5號染色體，含有15個外显子，共64kbp長。

## 功能
DAT從突觸間隙移除多巴胺，運回細胞內而終止神經遞質的信號。它屬於一種integral membrane protein。

## 外部連結
- Dopamine transporter-related Associations, Experiments, Publications and Clinical Trials
- 醫學主題詞表（MeSH）：Dopamine+Transporter